# Jukatan (stan)
Jukatan (hiszp. Yucatán) – stan w południowym Meksyku położony na półwyspie Jukatan. Graniczy ze stanem Quintana Roo na wschodzie oraz Campeche na południowym zachodzie. Północną granicę wyznacza wybrzeże Zatoki Meksykańskiej.

## Historia
Na terenie obecnego stanu Jukatan ok. 2500 r. p.n.e. wzięła swój początek jedna z najstarszych kultur obu Ameryk, była to cywilizacja stworzona przez Majów. Pomiędzy 300 a 900 r. n.e. Majowie zbudowali w tym regionie kilka miast, które osiągnęły stosunkowo wysoki poziom rozwoju. W 987 r. n.e. na Jukatanie pojawili się Toltekowie, prowadzeni przez swojego na wpół legendarnego wodza Quetzalcoatl. Z biegiem czasu wymieszali się oni z zamieszkującymi te ziemie od dłuższego czasu Majami, a ich kultura zdominowała rejon na dłuższy okres. W XII stuleciu miasto Majów – Mayapán rozpoczęło długotrwałą wojnę ze swoim konkurentem – Chichen-Itzá. Ostatecznie wygrał Mayapán, który rozciągnął swoje wpływy na większość spornego obszaru. W XIII stuleciu kultura Majów zaczęła ulegać stopniowemu upadkowi, większość miast została wtedy opuszczona, a te, które pozostały toczyły ze sobą nieustające wojny.
Pierwszą ekspedycją hiszpańską, która przybyła na Jukatan była wyprawa Pedro de Valdivii, która wyruszyła z Panamy w 1511 r., zmierzając początkowo ku Santo Domingo, jednak ostatecznie okręty wchodzące w jej skład rozbiły się u brzegów Jukatanu. Dwóch rozbitków – Jerónimo de Aguilar i Gonzalo Guerrero dołączyło do żyjących tu plemion indiańskich. Guerrero poślubił córkę wodza Chetumala, dziecko z tego związku było pierwszym odnotowanym Metysem w Meksyku. Natomiast Aguilar został później odnaleziony przez ekspedycję Hernána Cortésa.
W 1513 r. Juan Ponce de León przepływał w pobliżu brzegów półwyspu w swojej wyprawie na Florydę, jednak nie zdecydował się tu wylądować. W 1517 r. Francisco Hernández de Córdoba przybył na tereny obecnego stanu Quintana Roo, ale został ostatecznie zmuszony do odpłynięcia przez Indian. Podbój samego regionu Jukatan został zapoczątkowany przez Francisco de Montejo y León w 1527 r., zakończył się on wówczas sromotną porażką ze względu na zaciekły opór Majów. Montejo wrócił tutaj trzy lata później, jednak znowu musiał się wycofać. Dopiero w 1537 r. udało się jego synowi wreszcie ujarzmić tubylców. De Montejo w 1540 r. założył osadę pod nazwą Kimpech, a w 1542 r. powstało miasto Mérida. Gaspar Pacheco, znany ze swojego okrucieństwa w stosunku do Indian dokończył podbój zachodniego krańca półwyspu. Wraz z konkwistadorami przybyli także księża katoliccy oraz zakonnicy. Szczególną aktywność przejawiali wtedy franciszkanie, którzy wybudowali ponad trzydzieści misji w celu nawracania tubylców. Brutalne traktowanie Majów przez Hiszpanów oraz przywiezione przez nich choroby doprowadziły do ich zdziesiątkowania.
Majowie nigdy nie porzucili myśli o niezależności i wielokrotnie wzniecali powstania przeciwko swoim ciemięzcom. Jednym z największych zrywów tego typu było powstanie pod wodzą Jacinto Caneka w 1761 r., które zakończyło się śmiercią wielu tysięcy Indian i egzekucją Caneka w Meridzie.
Jukatan nie wziął aktywnego udziału w walkach o niepodległość Meksyku w 1810 r. Hiszpanie w czasie walk niepodległościowych kontrolowali region i zapobiegali wszelkim próbom buntu. W 1821 r. wraz z przyjęciem tzw. Planu z Iguali Jukatan stał się częścią niepodległego Meksyku, status stanu uzyskał formalnie w 1824 r., a w 1825 r. przyjął konstytucję stanową. W czasie walk pomiędzy stronnictwami liberałów i konserwatystów o władzę w kraju Jukatan również pozostawał niespokojnym regionem, którym targały liczne konflikty. Były one związane głównie z tragicznym położeniem tutejszych Indian, którzy nie posiadali praktycznie żadnych praw.
W Jukatanie od samego początku istniały silne tendencje separatystyczne. W 1840 r. lokalny Kongres ogłosił deklarację niepodległości stanu. Jednak ostatecznie zawarta została ugoda pomiędzy rządem federalnym a rebeliantami, którzy zgodzili się na pozostanie w Unii. Stan ten nie trwał jednak długo, co było spowodowane nieprzestrzeganiem porozumienia przez rząd centralny. Taka postawa władz zaowocowała powstaniem Republiki Jukatanu. Rządzący wówczas Meksykiem gen. Antonio Lopez de Santa Anna nakazał nałożenie blokady morskiej na porty Jukatanu. Wysłał również ekspedycję karną na półwysep, która po odniesionych klęskach musiała się wycofać z powrotem. Jednak przedłużająca się blokada morska zmusiła wkrótce władze Republiki Jukatanu do rezygnacji z niepodległości i powrotu do federacji w grudniu 1843 r. Kolejny raz Jukatan na krótko ogłosił swoją suwerenność w czasie wojny amerykańsko-meksykańskiej, kiedy to ogłosił swoją neutralność w tym konflikcie.
W 1847 r. wybuchła tzw. wojna kast (hiszp. Guerra de Castas). Było to powstanie Majów wymierzone przeciwko „białej ludności”. W 1848 r. powstańcy niemal całkowicie wyparli z półwyspu całą nieindiańską ludność, której obecność ograniczała się jedynie do umocnionych miast, takich jak Merida czy Campeche. Po zakończeniu wojny amerykańsko-meksykańskiej lokalne władze zgodziły się z powrotem na uznanie zwierzchności Meksyku w zamian za pomoc w stłumieniu buntu Majów. Wówczas Jukatan ostatecznie przyłączył się federacji, co formalnie miało miejsce 17 sierpnia 1848 r. Natomiast Majowie stawiali opór wojskom federalnym niemal przez całą druga połowę XIX w. Ich nieliczne i izolowane grupy odmawiały uznania zwierzchności rządu aż do 1910 r.
W 1931 r. od Jukatanu odłączona została część terytorium (wcześniej w 1857 r. wydzielono z Jukatanu stan Campeche), z której utworzono nowy stan o nazwie Quintana Roo. Kolejne powstanie Indian w 1937 r. zmusiło prezydenta Lázaro Cárdenasa do przyspieszenia reformy ziemskiej i przydzielenia większego areału ziemi chłopom. W latach 50. i 60. XX w. dzięki poprawie infrastruktury drogowej i kolejowej udało się zakończyć odwieczną „izolację” tego regionu.

## Warunki geograficzne i klimatyczne
Jukatan ma w większości charakter nizinny, z najsuchszym rejonem w jego północno-zachodniej części. Położony jest na szerokiej warstwie wapiennych skał, w których woda wyrzeźbiła liczne jeziora podziemne. Wybrzeże porośnięte jest głównie roślinnością namorzynową, która styka się z białymi i piaszczystymi plażami. Bliżej ku południu znajdują się lasy deszczowe, reszta stanu ma raczej suchy charakter i skąpą roślinność.
Na klimat Jukatanu duży wpływ ma bliskość ciepłej Zatoki Meksykańskiej, która sprawia, że jest on wyjątkowo gorący i wilgotny. Temperatury sięgają od 25 °C do 27 °C, rzadko spadając poniżej 16 °C czy przekraczając 49 °C. Najbardziej obfite w deszcze są miesiące letnie. Średnia roczna opadów wynosi 1150 mm.
Powszechnie występują tu mrówkojady, jeżozwierze i szopy. W niektórych częściach Jukatanu można spotkać również jaguary i różne gatunki małp. Lasy zamieszkują liczne gatunki papug i innych ptaków. W wodach przybrzeżnych swoje stanowiska mają delfiny i ośmiornice.
Jednym z ważniejszych obszarów podlegających ochronie przyrodniczej jest wyspa Isla Contoy, która pozostaje niezamieszkana. Występują na niej m.in. pelikany i inne rzadkie gatunki ptaków.

## Gospodarka
Około 23% PKB stanu wytwarza sektor usług, kolejne branże to handel (21%), finanse i ubezpieczenia (19%), przemysł wytwórczy (13%), rolnictwo (7%), budownictwo (6%) i górnictwo (1%).
Większość produkcji przemysłowej Jukatanu stanowią zakłady nastawione na produkcję wyrobów włókienniczych i obróbkę żywności. Istnieją także niewielkie przedsiębiorstwa zajmujące się wytwarzaniem elektroniki. Oprócz tego znajduje się tu kilka tzw. maquiladoras („montowni”), fabryk tworzonych przez zagranicznych inwestorów.
Bardzo ważnym źródłem utrzymania ludności stanu pozostaje niezmiennie rolnictwo. Głównymi roślinami uprawnymi są tutaj: kukurydzę, fasola, sorgo, owoce cytrusowe i tropikalne. Hoduje się także bydło, świnie i konie. Jukatan jest także jednym z głównych producentów miodu w Meksyku. Rybołówstwo również daje zajęcie dużej części ludności, poławia się tu m.in. ośmiornice i Rekiny.
Z ważniejszych surowców mineralnych pozyskiwanych na Jukatanie należy wymienić: ropę naftową, sól a także dla celów budowlanych żwir i glinę.

## Demografia

### Języki
Najbardziej rozpowszechnionym rdzennym językiem Jukatanu jest język maya, który ma około 800 tys. rodowitych użytkowników na Jukatanie i w sąsiedztwie Quintana Roo i Campeche, zwłaszcza na obszarach wiejskich. Język hiszpański używany na Jukatanie ma leksykalne i fonologiczne zapożyczenia z języka Majów i wykorzystuje wiele słów pochodzenia Majów, takich jak purux („tłuszcz”), tuch („pępek”) i wixar („oddawać mocz”).

### Koreańska imigracja
W 1905 roku 1003 koreańskich imigrantów, w tym 802 mężczyzn i 231 kobiet i dzieci, wypłynęło z portu Chemulpo w Incheon na pokładzie statku Ilford do Salina Cruz w stanie Oaxaca w Meksyku. Podróż trwała 45 dni, po czym wsiedli do pociągu do Coatzacoalcos w Veracruz. W porcie Veracruz kolejna łódź została zabrana do portu Progreso, a ostatecznym celem była stolica stanu Mérida na Jukatanie. Do celu podróży imigranci przybyli w maju 1905 roku z wcześniej podpisanymi kontraktami na czteroletnią pracę w charakterze robotników kontraktowych w hacjendach henequen w Jukatanie. Wielu z tak przybyłych Koreańczyków zostało rozmieszczonych na całym Jukatanie w 32 hacjendach henequen. Następnie, w 1909 roku, pod koniec ich kontraktów, imigranci koreańscy rozpoczęli nowy etap, w którym rozproszyli się jeszcze bardziej. Tak więc większość przybyłych to byli samotni mężczyźni, którzy w dużej mierze założyli swoje rodziny z kobietami Majów. Podczas gdy koreańskie dziewczęta były znacznie bardziej podatne na małżeństwa aranżowane przez koreańskich rodziców, mężczyźni mieli większą swobodę w zakładaniu rodziny. To szybkie małżeństwa mieszane przez Koreańczyków, w połączeniu z rozproszeniem geograficznym, uniemożliwiły ustanowienie bliskich sieci społecznych wśród tych migrantów, a zatem stanowiły podstawę dla koreańskich potomków na Półwyspie Jukatan.

## Administracja i samorząd

### Podział administracyjny
Stan dzieli się na 106 gmin (hiszp. municipios). Każda z gmin jest kierowana przez prezydenta gminy (burmistrza). Zazwyczaj gminy są nazwane po mieście, które służy jako siedziba danej gminy; na przykład siedzibą gminy Mérida jest miasto Mérida.

### Polityka
Konstytucja Jukatanu stanowi, że rząd Jukatanu, podobnie jak rząd każdego innego stanu w Meksyku, składa się z trzech władz: wykonawczej, ustawodawczej i sądowniczej. Władzę wykonawczą sprawuje gubernator Jukatanu, wybierany bezpośrednio przez obywateli w tajnym głosowaniu na sześcioletnią kadencję bez możliwości reelekcji. Władza ustawodawcza spoczywa w Kongresie Jukatanu, który jest jednoizbowym organem ustawodawczym złożonym z 25 deputowanych. Władzę sądowniczą sprawuje Sąd Najwyższy Jukatanu i jego sądy okręgowe.

## Turystyka
Do głównych atrakcji turystycznych stanu Jukatan należą pozostałości po miastach Majów.
Do najbardziej znanych należą:
- Chichén Itzá
- Uxmal
- Ekʼ Balam
- Kabáh
- Labná
- Sayil

Na uwagę zasługują również jaskinie Grutas de Loltun oraz rezerwat "Ria Celestun" w pobliżu miasteczka Celestún, gdzie można zobaczyć flamingi żyjące na wolności.

## Galeria

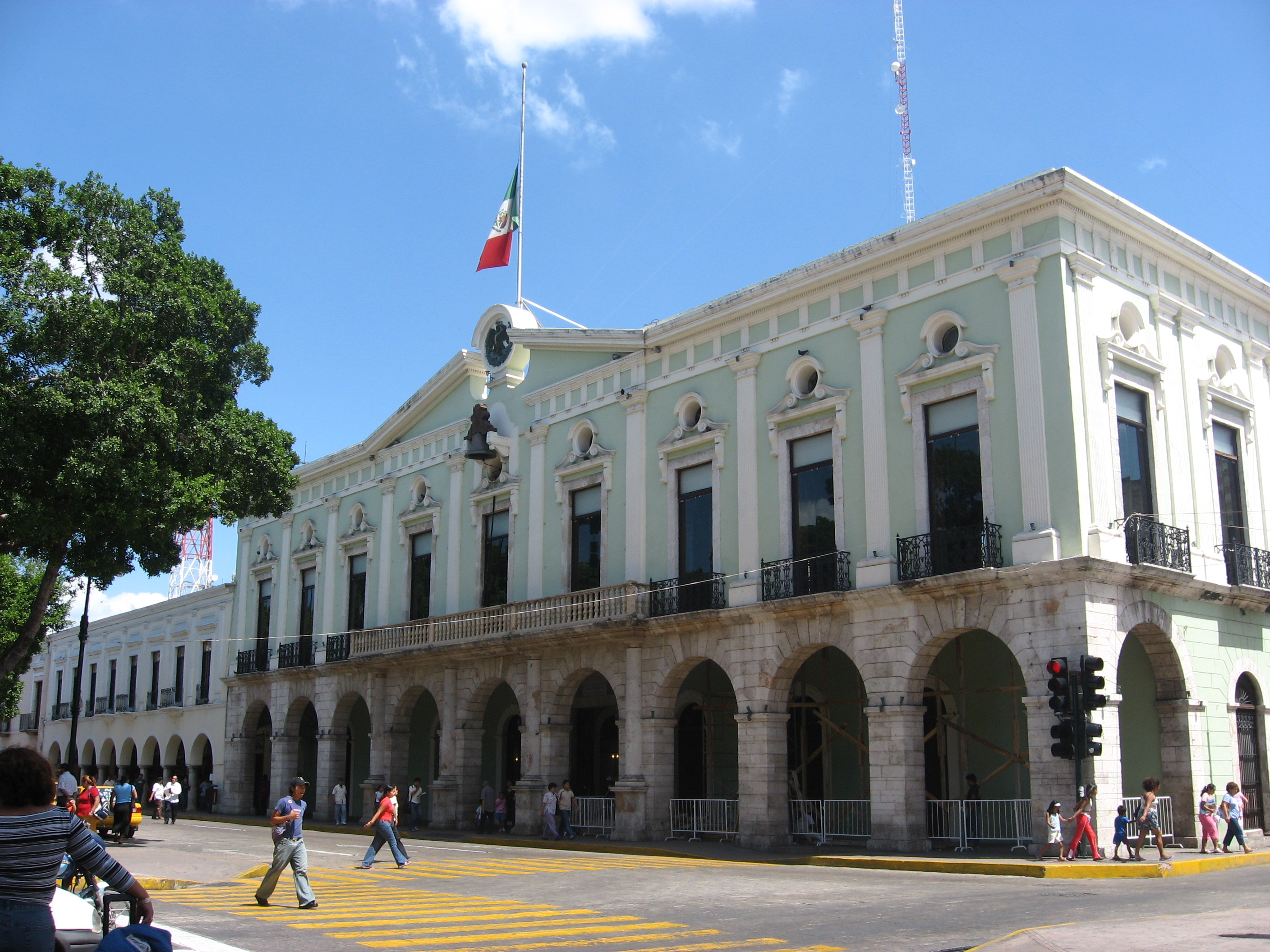
Pałac gubernatorski w Méridzie
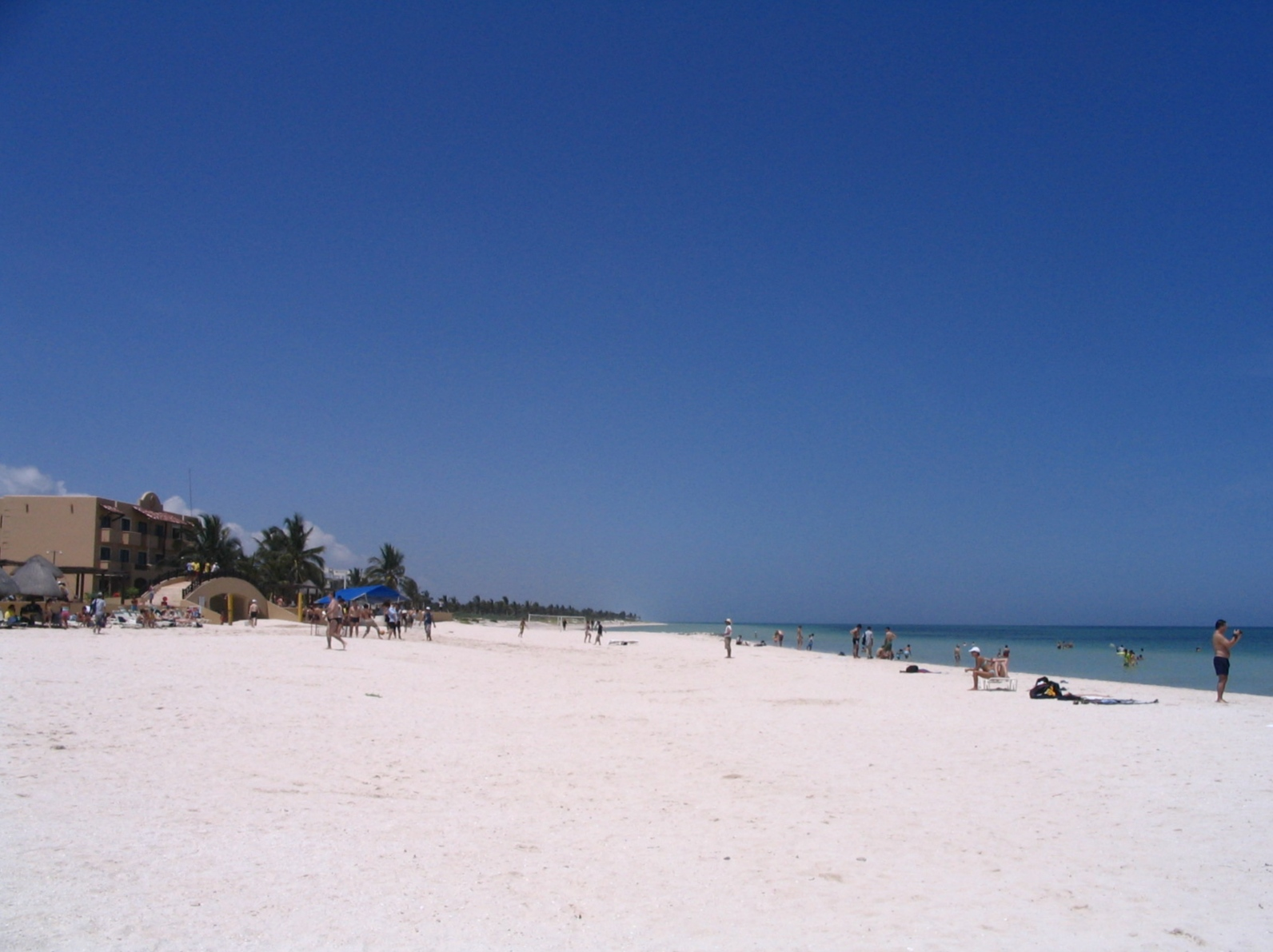
Plaża w Progreso
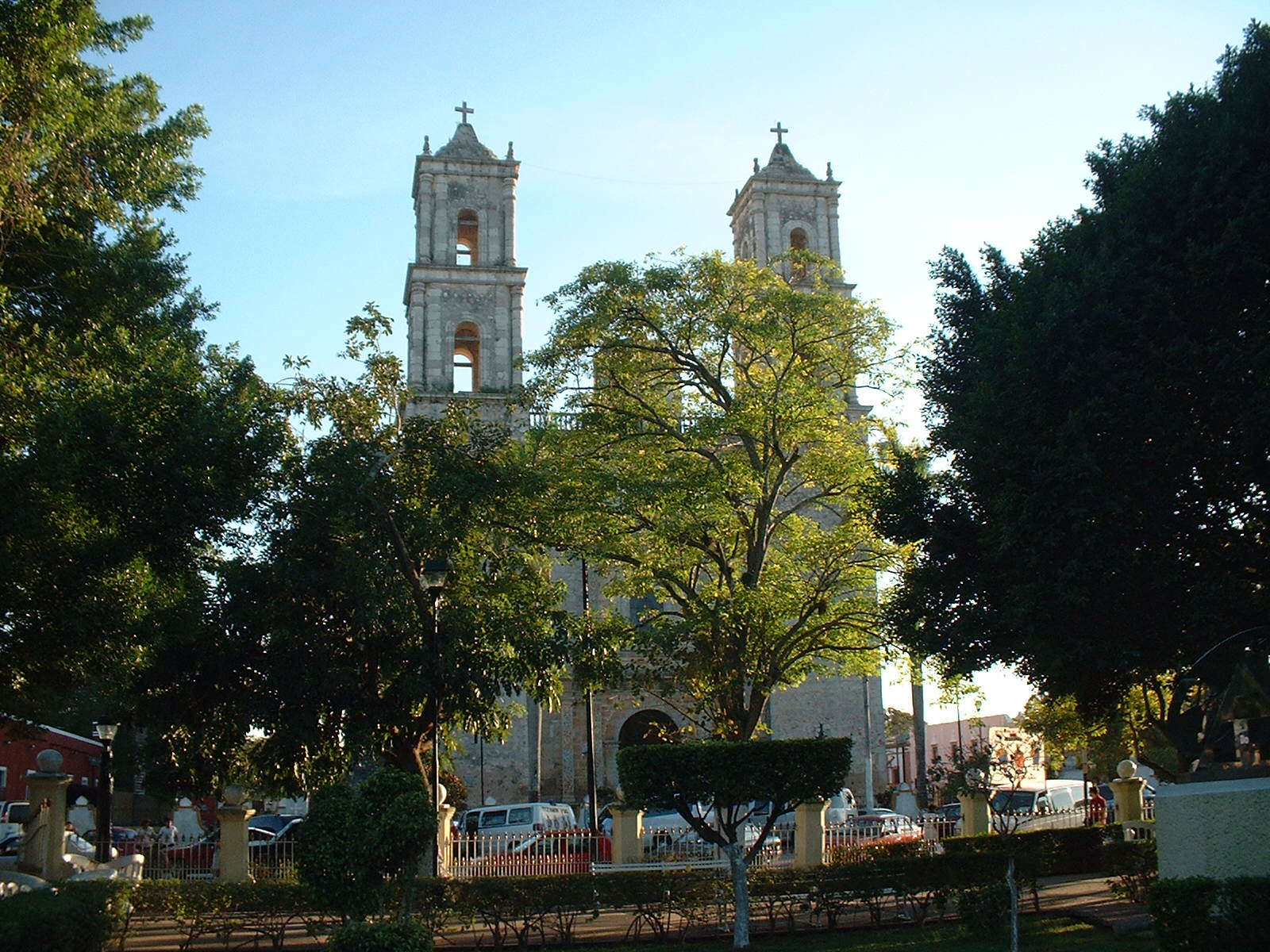
Katedra w Valladolid
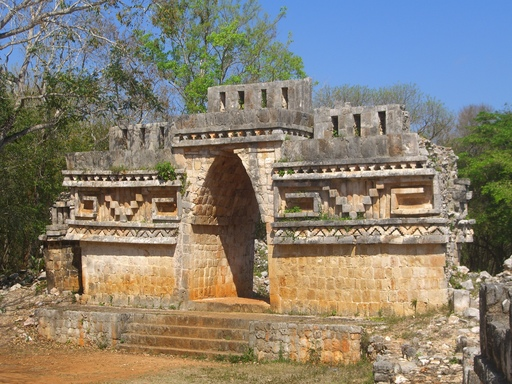
Kamienny łuk w Labná
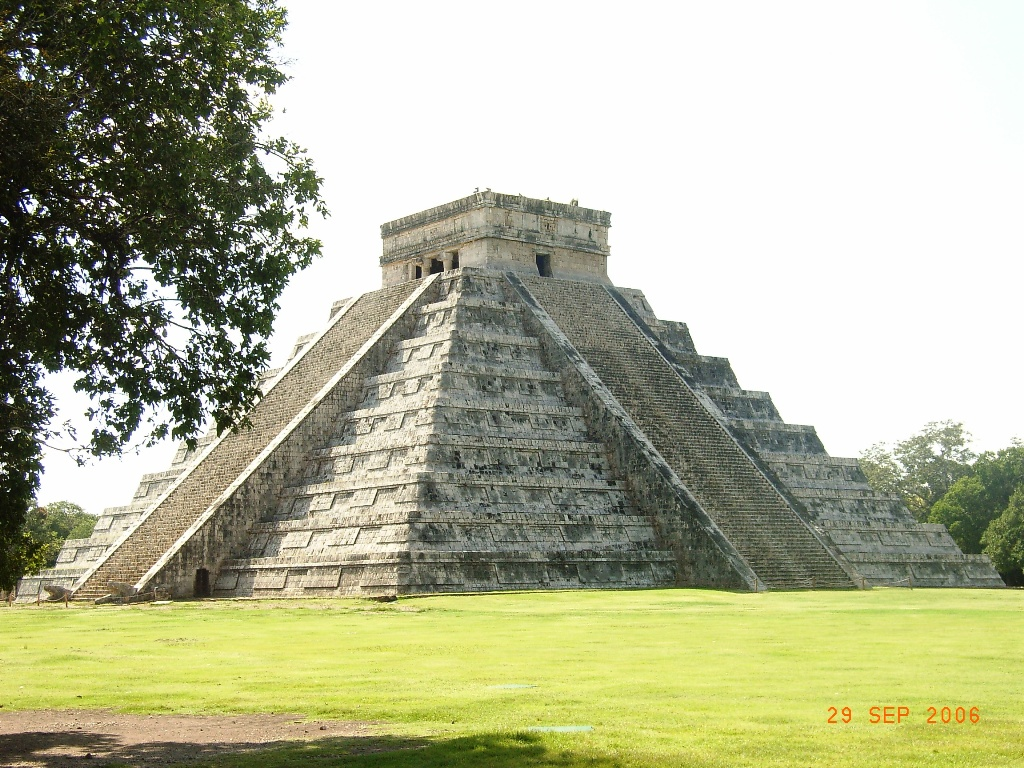
Piramida w Chichen Itza
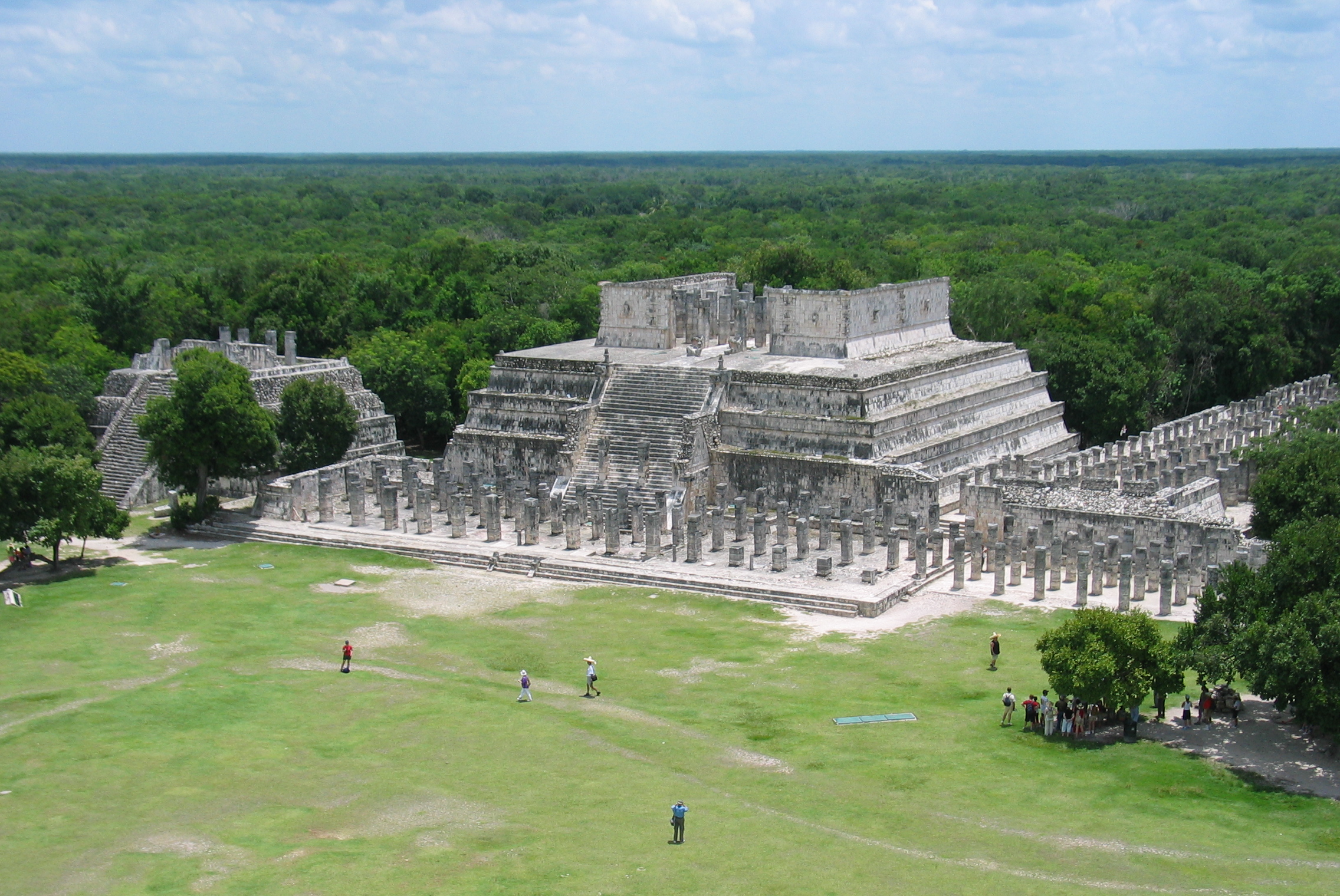
Świątynia wojowników w Chichen Itza
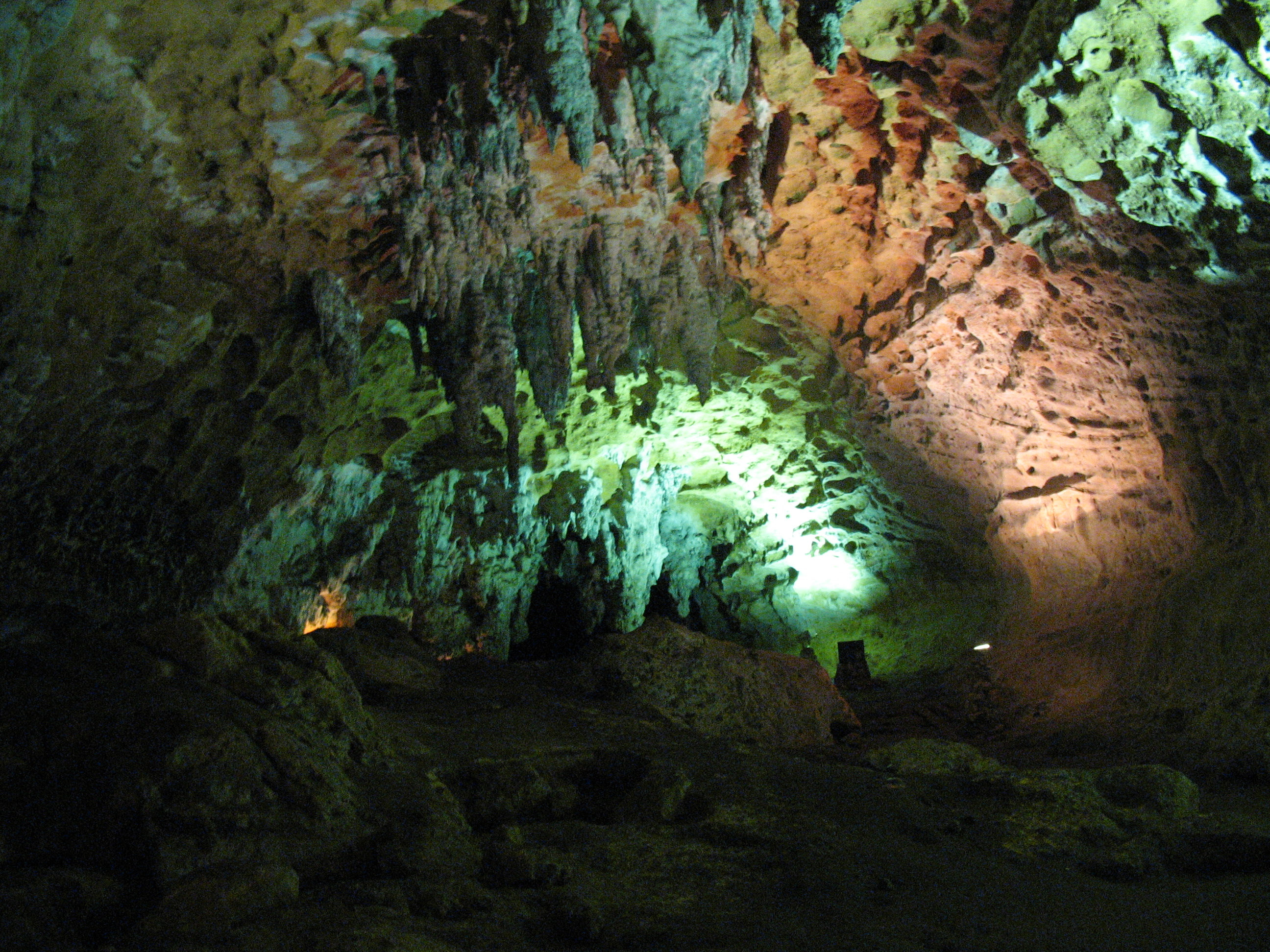
Podziemna jaskinia Grutas de Loltun